# Hermandad de las Tres Caídas (Sevilla)

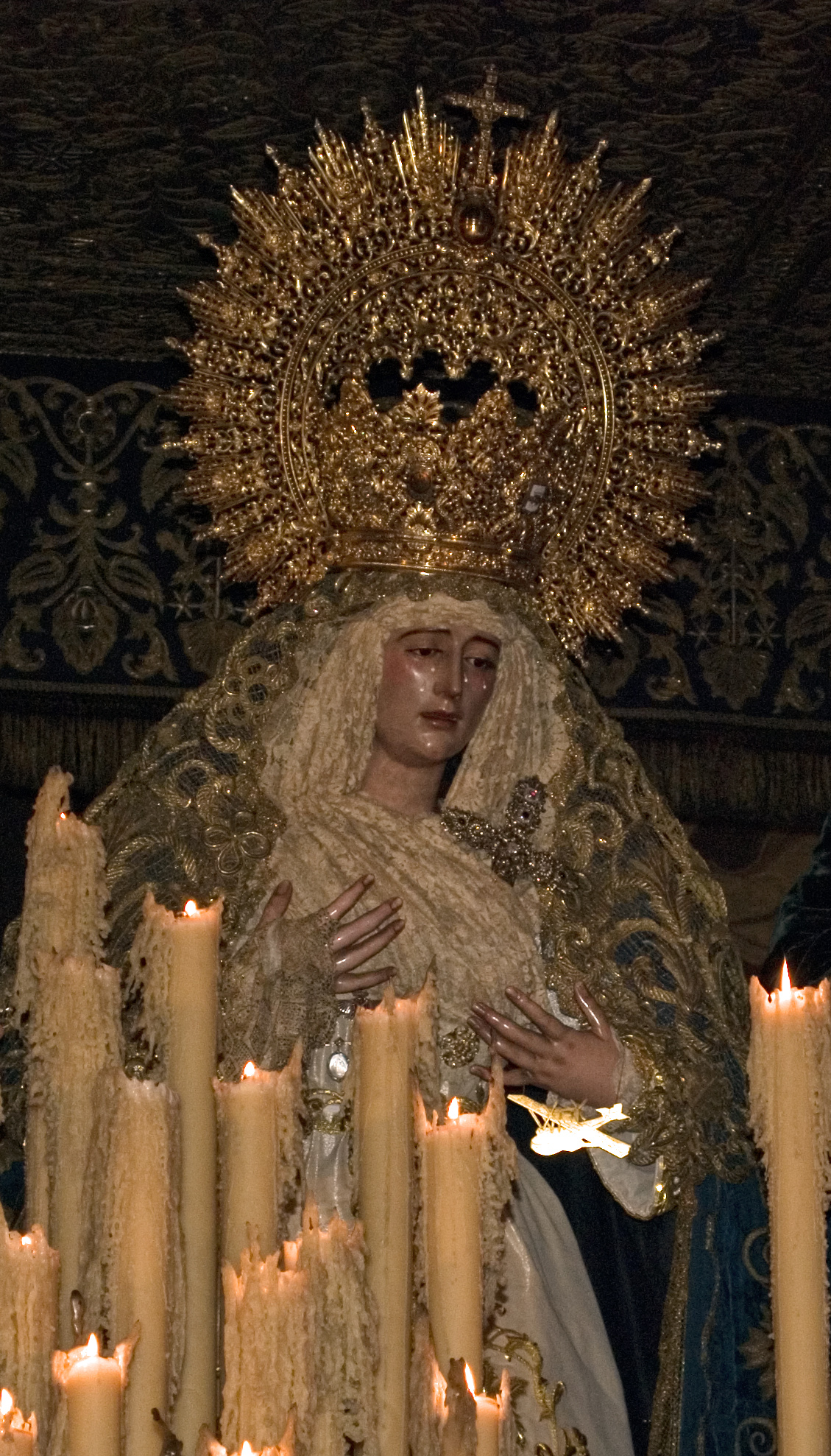
Imagen de la Virgen de Loreto, realizada en el.

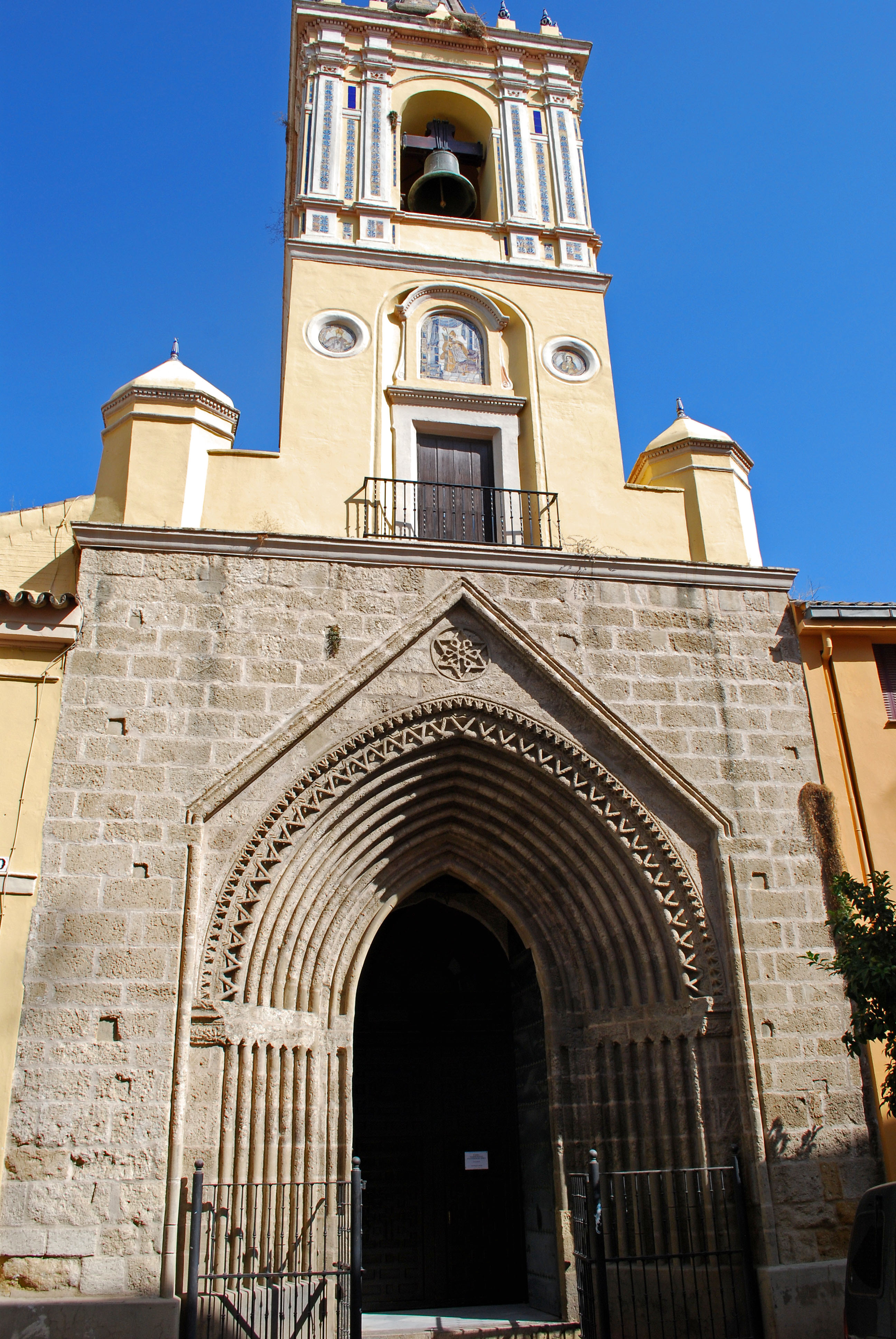
Fachada lateral de la Parroquia de San Isidoro, actual sede de la hermandad.

La Hermandad de las Tres Caídas de San Isidoro es una hermandad de culto católico instaurada en la ciudad de Sevilla. Su sede canónica es la iglesia de San Isidoro, desde la que hace su estación de penitencia hacia la catedral de Sevilla en el transcurso de la Semana Santa en Sevilla.
Su nombre completo es Antigua e Ilustre Hermandad del Santísimo Sacramento, María Santísima de las Nieves y Ánimas Benditas del Purgatorio y Pontificia y Real Archicofradía de Nazarenos de Nuestro Padre Jesús de las Tres Caídas, Nuestra Señora de Loreto y Señor San Isidoro.

## Historia

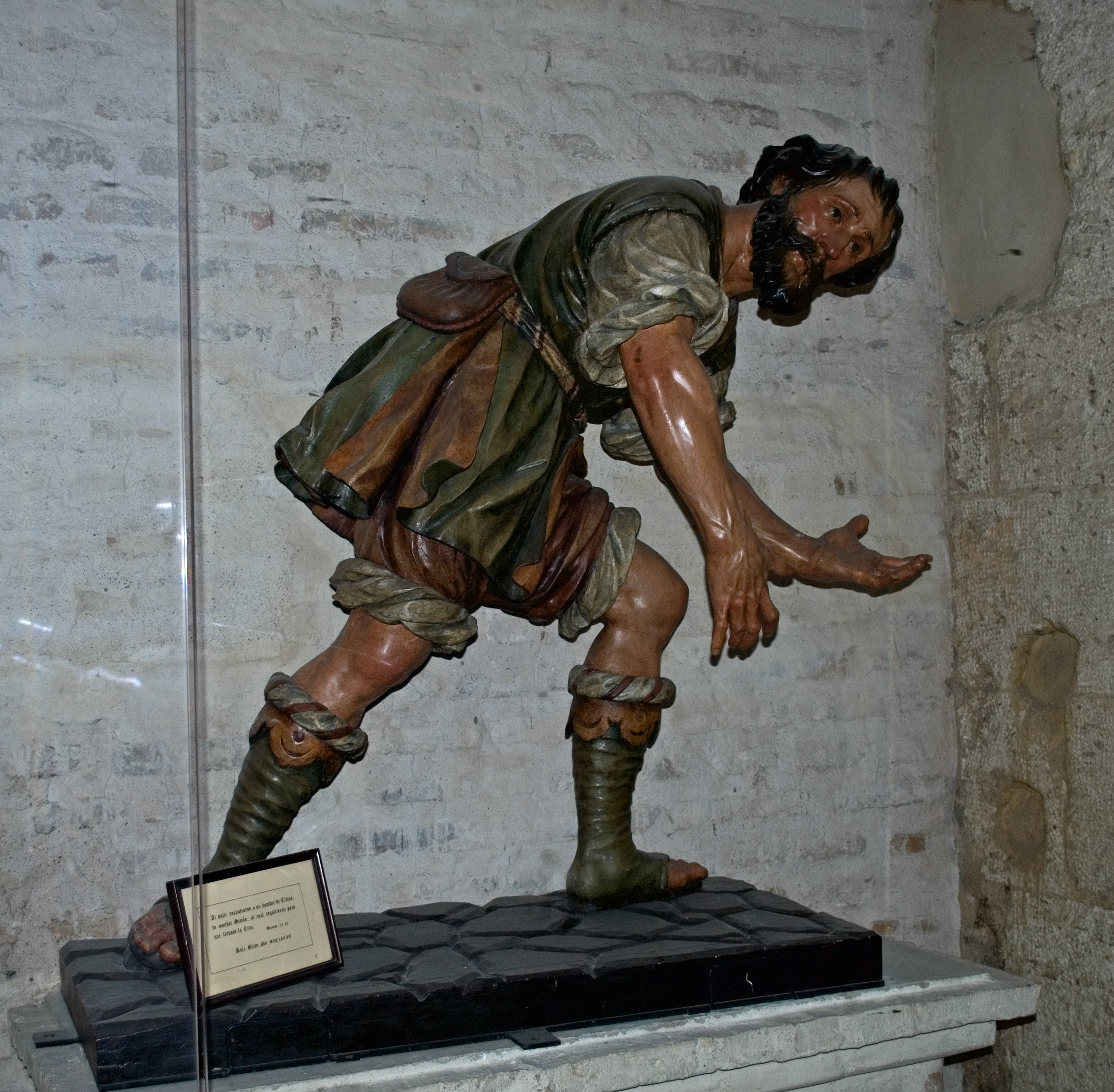
Escultura del Cirineo que acompaña al Cristo de las tres caídas, en el paso, obra del imaginero Francisco Ruiz Gijón.

La actual cofradía es el resultado de la unión mediante concordia otorgada en 1975 de dos antiguas corporaciones existentes en el templo de San Isidoro.
En 1526 la toledana Teresa Enríquez funda la Hermandad del Santísimo Sacramento María Santísima de las Nieves. Paralelamente, se funda la Hermandad de las Ánimas Benditas del Purgatorio. No obstante, muchos hermanos pertenecían a ambas hermandades, por lo que se fusionaron en el siglo XVIII en las
Ilustres y Antiguas Cofradías Unidas del Santísimo Sacramento, María Santísima de las Nieves y Animas Benditas del Purgatorio, aprobándose sus ordenanzas por el Consejo de Castilla el 26 de mayo de 1788. Esta hermandad tuvo siempre su sede en la iglesia de San Isidoro. 
Por su parte, la cofradía de las Tres Caídas se funda el 19 de marzo de 1605 en el convento de San Benito de la Calzada por varias personas que deseaban contemplar las Tres Caídas o Humillaciones del Señor camino del Calvario, con el nombre de Hermandad de las Tres Humillaciones y Madre de Dios del Arco. La advocación de la dolorosa pudo deberse a la proximidad del convento con la arcada de los Caños de Carmona. En su origen, la hermandad estaba controlada por el gremio de los cocheros.
En 1607 la hermandad de las Tres Caídas radicaba ya en la iglesia de Santiago el Mayor, de donde pasaría a la parroquia de San Roque. Es en esta parroquia donde la corporación encargó la primitiva talla del nazareno a Pedro Nieto Montañés en 1638 y donde se ligaría el gremio de los palafreneros de las casas nobles. En el año 1638 la hermandad regresó a Santiago donde padeció multitud de dificultades, llegando casi a la extinción, debido a las trabas puestas por los clérigos de la citada iglesia.
El 17 de abril de 1668, tras tres décadas de estancia en Santiago, la corporación se trasladó a la parroquia de San Isidoro. La marcha de la citada iglesia fue dolorosa pues el cura de Santiago impidió que la imagen titular saliera de la iglesia sujetando su peana a una viga con una cadena y cerrándola con candado. Ante tal actitud la corporación optó por dejar en depósito la imagen titular a un feligrés de la parroquia a cambio de mil doscientos cincuenta reales con los que se encargó una nueva imagen.
La hermandad se instaló en la parroquia de San Isidoro en la capilla de la familia Olivares, donde continúa hoy día. En 1687 la hermandad encargó a Francisco Ruiz Gijón la hechura de un paso y una imagen de Simón de Cirene.
En 1720 la Virgen cambia de advocación, seguramente por iniciativa de los cocheros, titulándose ya María Santísima de Loreto. En 1790, tras un sonoro litigio, le fue denegada a la hermandad la petición para seguir siendo gremial. Así, los cocheros pasaron a un segundo plano y ahora serían los señores nobles quienes se harían cargo de la corporación enriqueciéndola y convirtiéndola en una de las más lujosas de la ciudad.
La cofradía entró con esplendor en el siglo XIX y así se mantuvo hasta la invasión francesa. Fue entonces cuando quedó casi arruinada y perdió prácticamente todos sus enseres. En 1814 sus hermanos comenzaron a vestir con túnica de nazarenos (hasta entonces salían de etiqueta). El atuendo consistía en túnica blanca con capa con antifaz y cíngulo morados. En 1833 el papa Gregorio XVI le concedió el título de pontificia. A mediados de siglo la corporación se repuso de los estragos de la invasión napoleónica debido, en gran parte, a los esfuerzos de su hermano mayor Diego Tixe. Isabel II le concedió el título de real. Su hermana Luisa Fernanda y el esposo de esta, el duque de Montpensier, entraron como hermanos en 1849,
En el siglo XIX la hermandad tuvo varios pleitos: con la Hermandad de Pasión porque la hermandad deseaba cambiar su salida del Viernes Santo al Jueves Santo, objetivo que logró; con la Hermandad del Cachorro, que sostenía que al haber cambiado de día su salida las Tres Caídas si regresaba al Viernes Santo debía perder la antigüedad -pleito que también ganó la hermandad de las Tres Caídas; y con el alcalde de la ciudad, quien deseaba que la cofradía realizase su estación de penitencia el Jueves Santo, a lo que la cofradía se negó teniendo que renunciar a la subvención del ayuntamiento.
En 1890 cambiaron la túnica por una de color negro quedando el antifaz y el cíngulo de color morado. En el año 1900 se cambió de nuevo la túnica por la actual de cola negra de ruan con cinturón de esparto. Este primer año solo sacaron este nuevo atuendo los hermanos que acompañaban al señor adoptando esta túnica también los nazarenos de la Virgen en 1902.
En 1872 la Hermandad procesionó en la tarde del Miércoles Santo, con la particularidad de que la Virgen del Loreto fue acompañada en su palio por imágenes de María Magdalena y San Juan Evangelista. Posteriormente lo hizo el Jueves Santo hasta que en 1879 volvió a hacerlo el Viernes Santo. En 1922 la Virgen procesionó nuevamente junto a San Juan.
En 1926 el Arma de Aviación Española nombró por patrona a Nuestra Señora de Loreto. Ese mismo año entró como miembro de la corporación el aviador Ramón Franco, que entregó a la Virgen una reproducción del avión Plus Ultra donado por la argentina María Gonzalo Cabot. En 1941 la virgen llevó como luto la vara del hermano mayor del aviador García Morato, fallecido el 4 de abril de ese año.
En 1950 el Ejército del Aire regaló a su patrona la actual corona de salida realizada en oro de ley, la cual fue bendecida e impuesta por el cardenal Segura.
En 1956 el cardenal Bueno Monreal concedIósif a la hermandad el título de archicofradía. En 1964 la primitiva imagen del señor caído fue devuelta a la hermandad por la autoridad eclesiástica.
En 1975 se produjo la fusión entre la hermandad sacramental de María Santísima de las Nieves y Animas Benditas del Purgatorio y la cofradía de las Tres Caídas.

## Jesús de las Tres Caídas

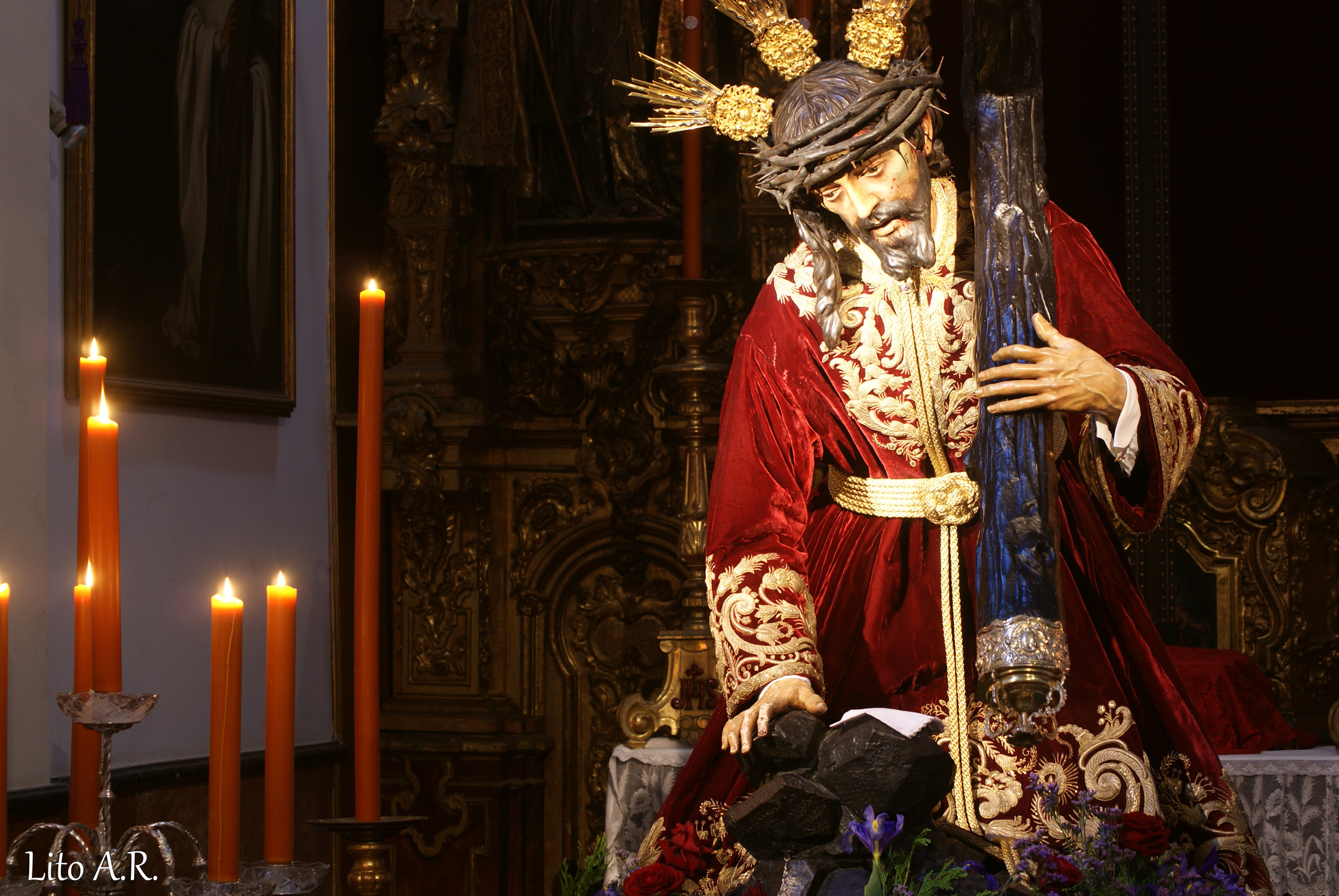
Cristo de las Tres Caídas.

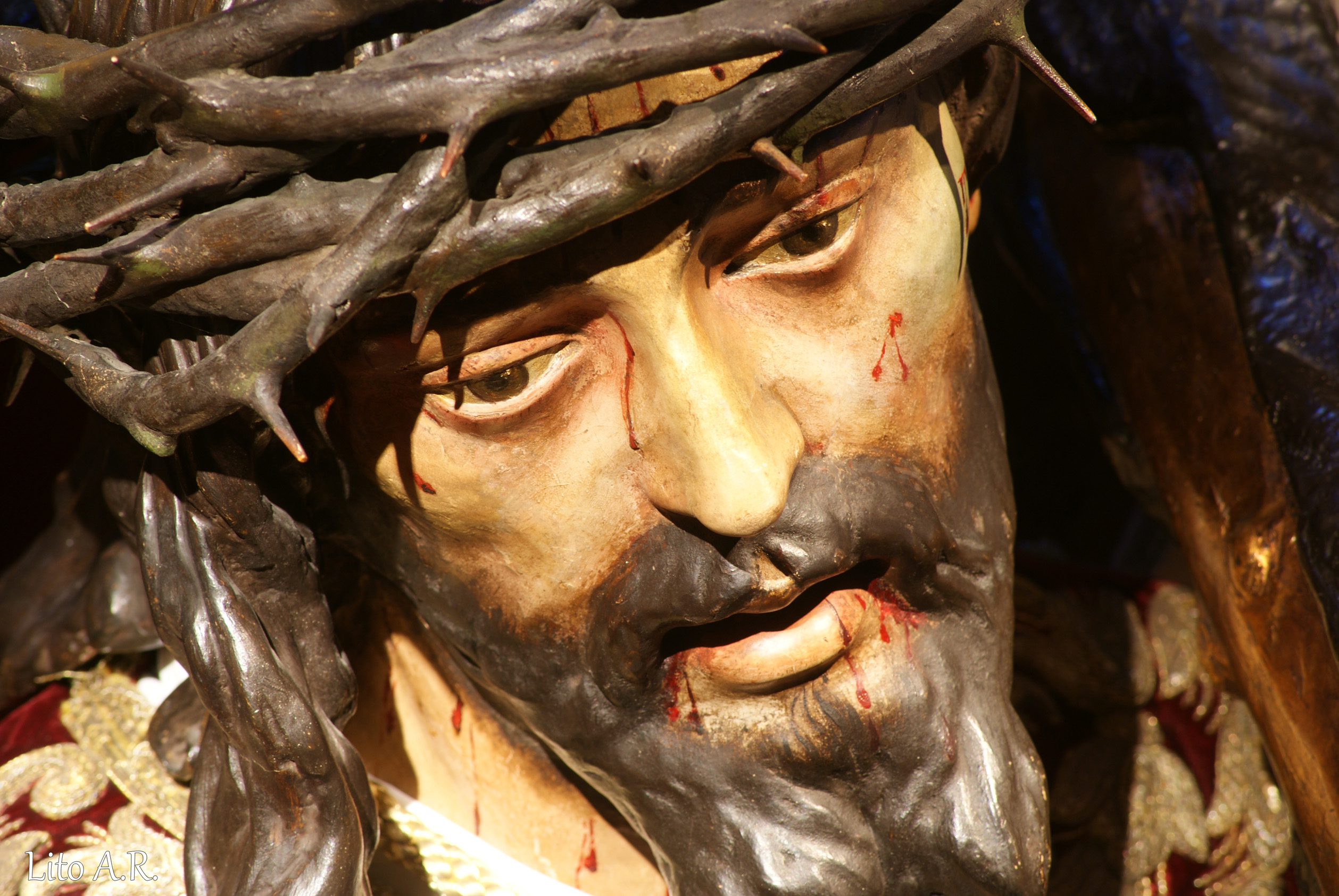
Detalle del Rostro

El Cristo de las Tres Caídas representa a Jesús con la cruz a cuestas durante su tercera caída, obra realizada por Alonso Martínez (siglo XVII), ayudado por el Cirineo. La cruz tiene casquetes en plata dorada. Las potencias de oro de ley del Señor datan de 1956. Tiene varias túnicas bordadas de salida: la de 1810, obra de Ana Sánchez, las de 1882 y 1889, obra de Patrocinio López, y otra anónima donada en 1875 por la viuda de Tixe.
La figura del Cirineo es una talla de gran valor que fue realizada por Ruiz Gijón.

## Virgen de Loreto
El primer paso con los que procesiona el Viernes Santo es neobarroco, dorado, iluminado por candelabros de guardabrisas de palmas, del anterior paso. Fue tallado y dorado en 1941 por el maestro Francisco Ruiz. Los ángeles querubines son del siglo XVII.
El paso de la dolorosa tiene orfebrería dorada. La Virgen lleva corona en plata dorada. El manto está tejido en tisú de tonos grisáceos, con bordados en oro, al igual que el palio que la cubre. El manto de la virgen está inspirado en un paño persa que se expuso en el Pabellón de Arte Antiguo de la Exposición Iberoamericana de 1929.
Por ser la Virgen de Loreto la patrona de la Aviación, en la presidencia del paso de palio figura una representación del Ejército del Aire.
El paso de la Virgen es dorado, en alusión a la invocación lauretana Casa de Oro.

## Virgen de las Nieves
Recientemente la hermandad ha construido un paso para la Virgen de las Nieves, que sale en la procesión eucarística con la que se ha sustituido la tradicional procesión de impedidos. Está adornado con un dosel blanco.

## Paso para el Santísimo Sacramento
Se trata de un paso reciente y en él se instala el antiguo monumento eucarístico en madera dorada que posee la hermandad. Se utiliza en una procesión eucarística.

## Túnicas
En la estación de penitencia los cofrades visten túnica de ruan negro, de cola, y antifaz igual alzado sobre capirote de cartón, con cinturón de esparto.
En todos los cultos los hermanos usan una medalla troquelada con el emblema JHS y tres clavos, pendiente de un cordón de seda roja.

## Paso por la carrera oficial
| Predecesor: La O | Orden de entrada en carrera oficial (Viernes Santo) 5.º lugar | Sucesor: Montserrat |